# Maculiparia havilandae
Maculiparia havilandae is een rechtvleugelig insect uit de familie Romaleidae. De wetenschappelijke naam van deze soort werd voor het eerst geldig gepubliceerd in 1925 door Boris Petrovich Uvarov.